# Noailly
Noailly é uma comuna francesa na região administrativa de Auvérnia-Ródano-Alpes, no departamento de Loire. Estende-se por uma área de 31,45 km². Em 2010 a comuna tinha 812 habitantes (densidade: 25,8 hab./km²).